# Centre d'étude et de recherche de Djibouti
 (novembre 2021).
Si vous disposez d'ouvrages ou d'articles de référence ou si vous connaissez des sites web de qualité traitant du thème abordé ici, merci de compléter l'article en donnant les références utiles à sa vérifiabilité et en les liant à la section « Notes et références ».
Le Centre d'étude et de recherche de Djibouti (CERD) est un établissement public de recherche de la république de Djibouti. Rattaché au ministère de l'Enseignement supérieur et de la Recherche, il dispose de la personnalité juridique et de l'autonomie financière et administrative.
Il a remplacé l'ancien Institut supérieur d'étude et de recherche scientifique et technique (ISERST).

## Organisation
Il est organisé en sept instituts :
- Institut des sciences de la Terre
- Institut des sciences de la vie (créé en 2002)
- Institut des sciences et des nouvelles technologies (créé en octobre 2001)
- Institut des sciences sociales et humaines (créé en décembre 2002)
- Institut des langues (créé en 2002)
- Institut d'études politiques et stratégiques (créé en décembre 2008)
- Institut des recherches médicinales (2011)

Il dispose d'un centre de documentation ouvert en 2001.
Le CERD est membre de l'Agence universitaire de la francophonie (AUF) depuis 2006.